# Belagerung von La Rochelle (1627–1628)
Saint-Jean-d’Angély – Montauban – La Rochelle (1621/22) – Royan – Saint-Antonin  – Montpellier – La Rochelle
Die Belagerung von La Rochelle durch Truppen des französischen Königs Ludwig XIII. begann am 4. August 1627 und endete am 28. Oktober 1628 mit der Kapitulation der von Hugenotten bewohnten Stadt.

## Hintergrund

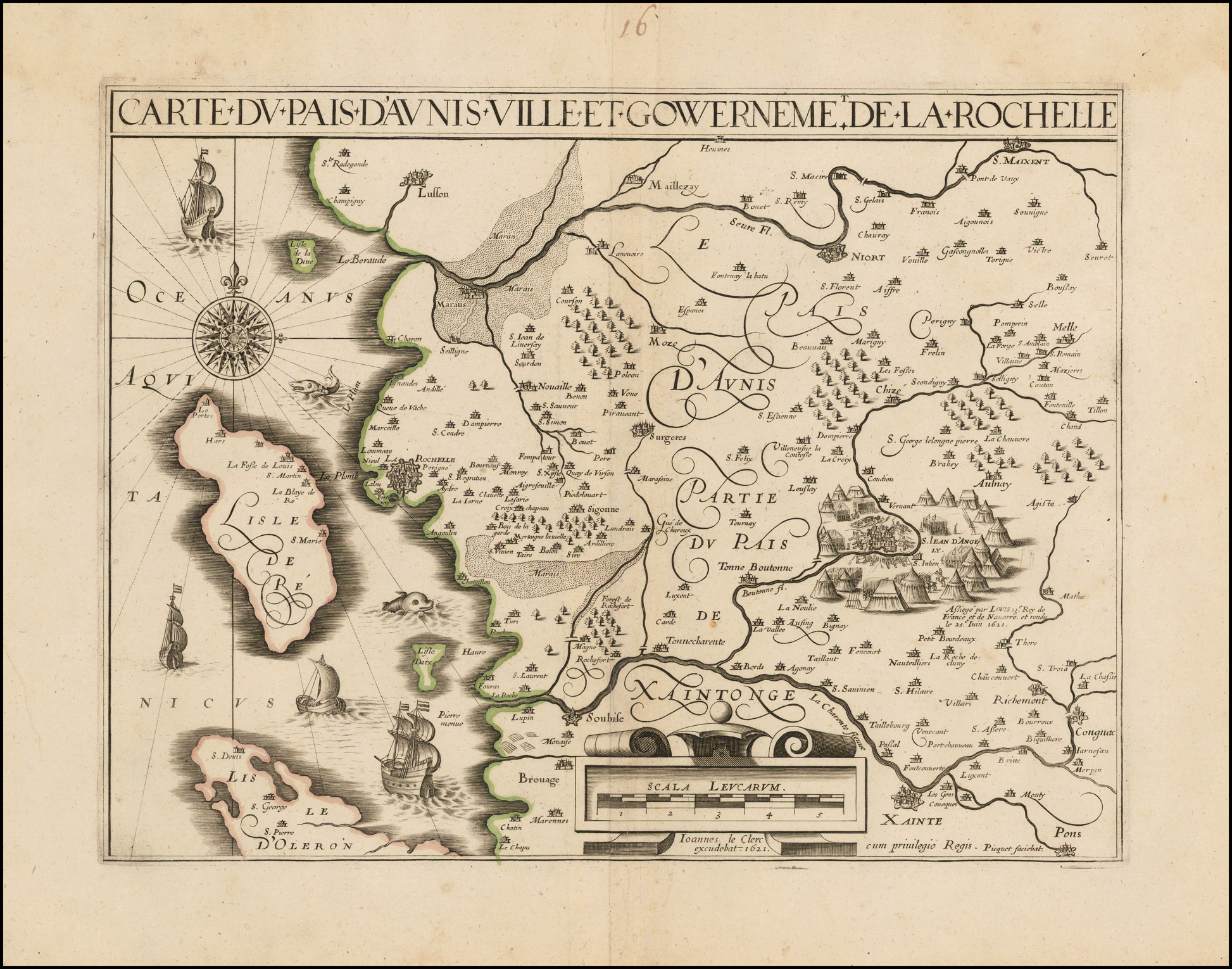
La Rochelle und Umgebung, 1621, Kupferstich von Jean Le Clerc

Im 16. Jahrhundert strahlte die Reformation in Form einer calvinistisch geprägten Glaubenslehre auch auf Frankreich aus. Vor allem im Südwesten des französischen Königreichs nahmen viele Menschen den neuen Glauben an. Sie wurden in Frankreich als Hugenotten bezeichnet. Mehrere französische Adelsgeschlechter konvertierten zum Protestantismus, wodurch sich die Konflikte mit der Krone verschärften. 1562 brach der erste der insgesamt acht Hugenottenkriege aus, in denen auch La Rochelle umkämpft war.
Die am Golf von Biscaya gelegene Stadt war einer der wichtigsten Stützpunkte der Hugenotten. Der venezianische Ingenieur Scipione Vergano ließ 1569 die mittelalterlichen Mauern der Stadt mit neuen Bastionen und Wällen ausbauen, wodurch La Rochelle zu einer der stärksten Festungen der Hugenotten wurde. Am 11. Februar 1573 begann ein Heer unter König Karl IX. mit der Belagerung von La Rochelle, die am 6. Juli desselben Jahres durch Verhandlungen beendet werden konnte. Die königlichen Truppen hatten 34.000 Kanonenkugeln auf die Stadt abgefeuert und acht erfolglose Sturmangriffe unternommen. Insgesamt wurden über 20.000 Belagerer getötet oder verwundet. Seitdem galt La Rochelle als nahezu uneinnehmbar.
Unter Heinrich IV. fanden die Hugenottenkriege ein Ende. Heinrich war selbst ein Hugenotte, nahm aber 1593 den katholischen Glauben an. Mit dem Edikt von Nantes (1598) garantierte er den Hugenotten politische und religiöse Privilegien und gestand ihnen mehrere Sicherheitsplätze zu, in denen sie auf Staatskosten eigene Garnisonen unterhalten durften. Nach Heinrichs Ermordung 1610 wurde sein Sohn als Ludwig XIII. König. Ludwigs absolutistische Bestrebungen richteten sich unter anderem gegen die Sonderrechte der Hugenotten, was deren Widerstand provozierte. 1621 erhoben sich die Hugenotten, woraufhin Ludwig einen Feldzug gegen sie unternahm. Dabei scheiterte er an der Eroberung von Montauban und Montpellier und musste am 10. Oktober 1622 das Edikt von Nantes bestätigen. Die Befestigungsanlagen von La Rochelle und Montauban durften beibehalten werden.

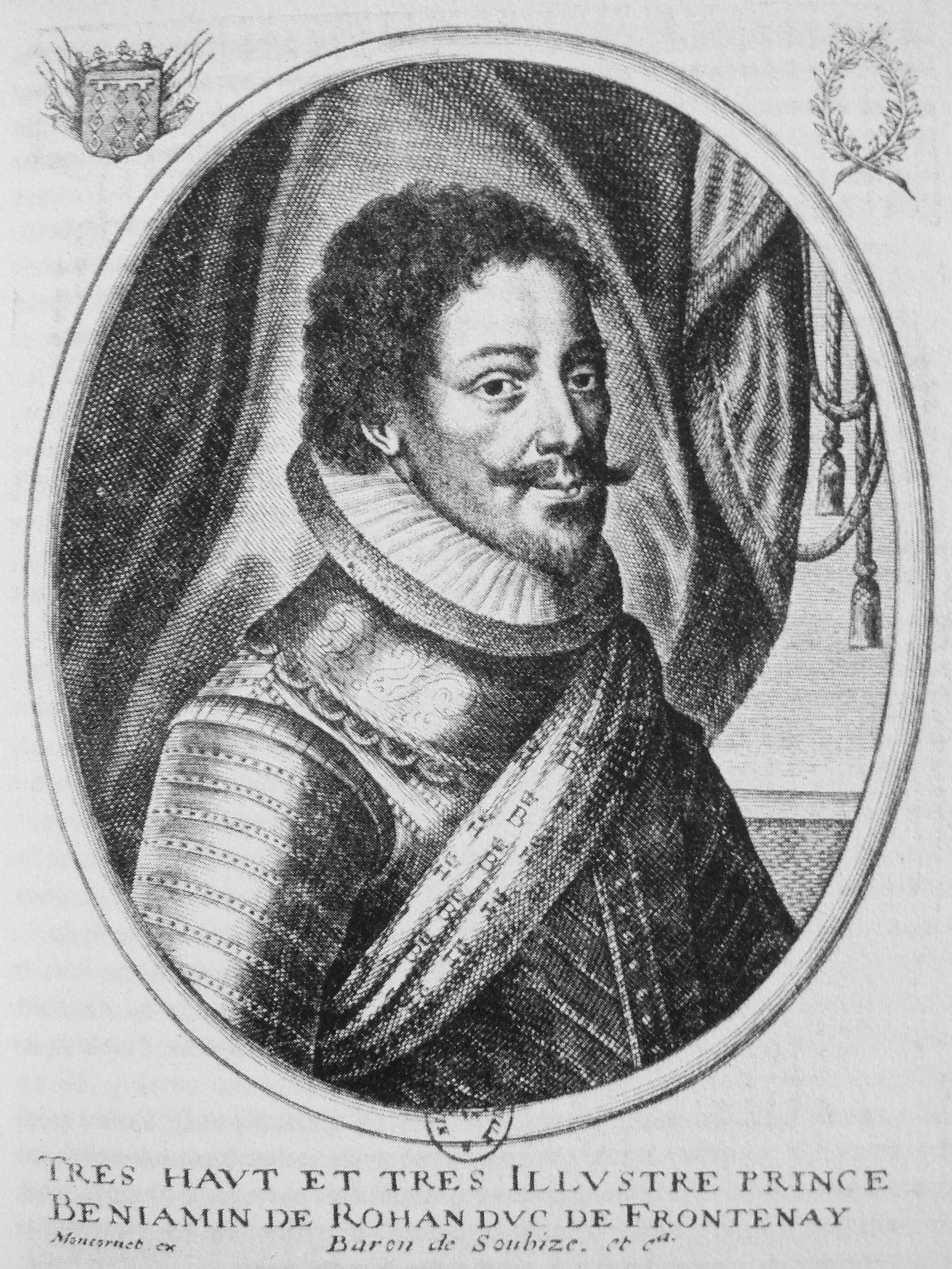
Benjamin de Rohan, Seigneur de Soubise, Gravur aus dem 17. Jahrhundert

1624 wurde Kardinal Richelieu zum neuen leitenden Minister unter Ludwig XIII. ernannt. Richelieu trat für die vollständige Beseitigung der politischen Sonderrechte der Hugenotten ein und übte dabei einen großen Einfluss auf den König aus. Ludwig verschärfte seine gegen die Hugenotten gerichtete Politik, was erneut zu Erhebungen führte. Unter Benjamin de Rohan stellten die Hugenotten im Januar 1625 Truppen in der Provinz Poitou auf. Diese besetzten die Île de Ré westlich von La Rochelle und setzten von dort aus nach Oléron über, wo sie die königliche Garnison besiegten. Benjamins älterer Bruder Henri II. de Rohan hatte währenddessen mit der Aushebung von Truppen im Languedoc begonnen. In dieser Situation richteten die Hugenotten Forderungen an den König. Ludwig XIII. erklärte sich zu einer Bestätigung des Edikts von Nantes bereit, verlangte aber im Gegenzug die Beschränkung der Befestigungsanlagen von La Rochelle auf die mittelalterliche Mauer und die Einsetzung eines königlichen Verwalters als oberste Autorität in der Stadt. Die Rohan lehnten dies ab und suchten ausländische Unterstützung.
Benjamin de Rohan begab sich in das protestantische England, um dort militärische Hilfe zu erbitten. Er nahm Kontakt zum Duke of Buckingham George Villiers auf, der mit dem englischen König Karl I. befreundet war. Villiers ließ eine Flotte mit 5000 Soldaten bemannen und begab sich mit Benjamin nach La Rochelle. Als sie am 25. Juli 1627 vor der Stadt eintrafen, entschied sich Villiers zunächst für einen Angriff auf die Île de Ré, die bereits von königlichen Truppen besetzt worden war. Die englischen Soldaten gingen im Osten der Insel an Land und schlugen einen Angriff der Franzosen zurück, die sich daraufhin in das Fort de la Prée in La Flotte und Saint-Martin-de-Ré zurückzogen. Villiers ließ das Fort belagern, während unter den Bewohnern von La Rochelle Uneinigkeit darüber herrschte, wie man sich gegenüber den Engländern verhalten solle.

## Verlauf

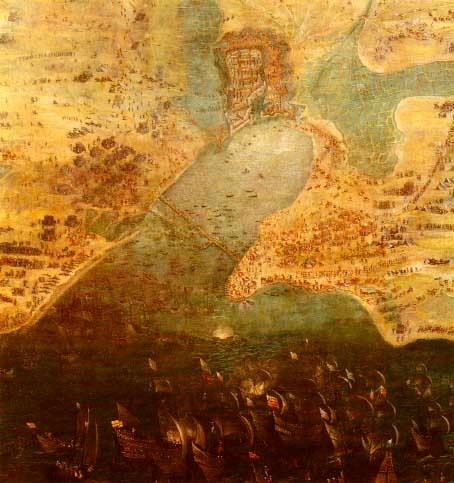
Die Belagerung von La Rochelle

Am 4. August traf ein königliches Heer mit einer Stärke von 11.000 Mann unter dem Befehl des Herzogs von Angoulême vor La Rochelle ein. Angoulême legte den Bewohnern der Stadt die Kapitulation nahe, was bei diesen heftige Diskussionen auslöste. Die königlichen Truppen verhielten sich zunächst friedlich, doch gingen sie am 10. September dazu über, das westlich von La Rochelle befindliche Fort St. Louis auszubauen. Die Hugenotten betrachteten dies als Provokation und nahmen das Fort unter Geschützfeuer. Die königlichen Truppen erwiderten das Feuer. Angoulême ließ nun einen Ring aus Feldbefestigungen um die Stadt errichten und stellte seine Soldaten auf einen langwierigen Belagerungskampf ein. In La Rochelle war jeder männliche Erwachsene zur Verteidigung der Stadt aufgerufen. Bürgermeister Jean Guiton und Benjamin de Rohan übernahmen den Oberbefehl.

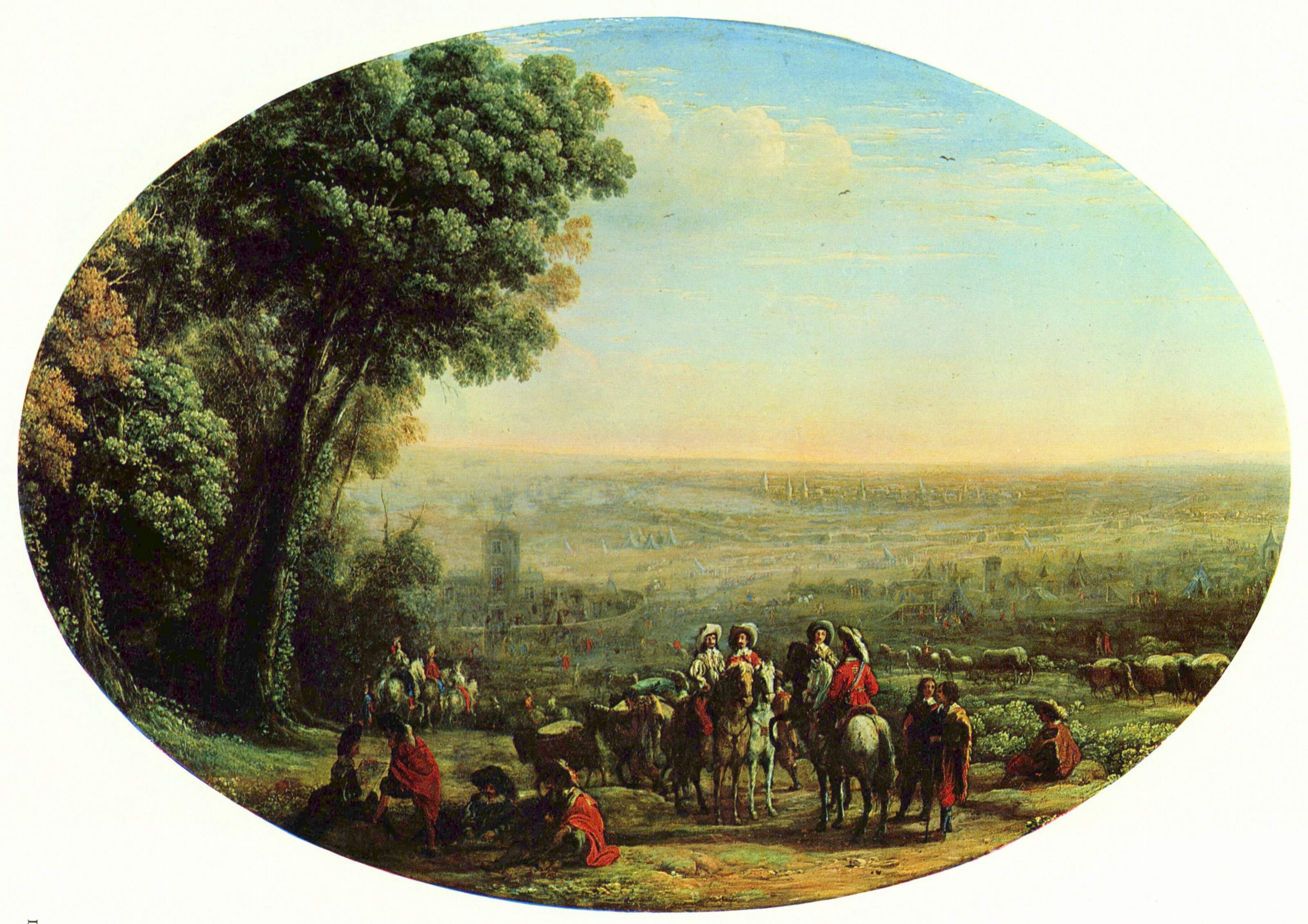
Belagerung von La Rochelle durch die Truppen Ludwigs XIII., Claude Lorrain

Am 7. Oktober gelang es den Mannschaften von 46 königlichen Transportschiffen, auf der Île de Ré an Land zu gehen und die Besatzung des Fort St. Martin mit Lebensmitteln und Munition zu versorgen. Der Gouverneur der Insel und Oberbefehlshaber der französischen Truppen, Jean de Saint-Bonnet, Marquis de Toiras hatte es bereits in Betracht gezogen, wegen Nahrungsmangel zu kapitulieren. Am 12. Oktober traf Ludwig XIII. mit neuen Truppen vor La Rochelle ein. Das königliche Heer war nun auf eine Stärke von über 20.000 Soldaten angewachsen. Am 7. November befahl Villiers einen Sturmangriff auf das Fort St. Martin, der lediglich zur Eroberung des äußeren Walles führte. Villiers plante daraufhin den Rückzug nach England, doch setzten in der Nacht auf den 8. Oktober 4.000 französische Soldaten auf die Île de Ré über und griffen die Engländer am Morgen an. Die Besatzung des Forts nutzte dies zu einem Ausfall gegen Villiers’ Truppen, unter denen ein Blutbad angerichtet wurde. Villiers gehörte zu den wenigen, denen die Flucht auf ein Schiff gelang. Er verlor etwa 1000 Männer, darunter die Hälfte seiner Offiziere.
Während des Winters ließ Ludwig XIII. weitere Verbände heranziehen, bis das Belagerungsheer im Januar 1628 über 30.000 Soldaten umfasste. Obwohl seit Beginn der Belagerung bereits mehrere Monate vergangen waren, verfügten die Verteidiger von La Rochelle über ausreichend Nahrung und Munition, da sie über den Seeweg von englischen Schiffen mit Nachschub versorgt wurden. Die Belagerer begannen deshalb in der Bucht von La Rochelle mit dem Bau eines Deiches, mit dem die Stadt vollständig von der Außenwelt abgeschnitten werden sollte. Auf dem Deich wurden Kanonen postiert, die man gegen die feindlichen Schiffe einsetzte. Von einem Überläufer erfuhr man, dass ein unbewachter Zugang in die Stadt führe. Kardinal Richelieu brach in der Nacht auf den 13. März mit 5.000 Soldaten auf, um La Rochelle auf diesem Wege zu erstürmen. Seine Kundschafter verirrten sich jedoch in der Sumpflandschaft nördlich der Stadt und entdeckten erst am Morgen den ungeschützten Zugang. Die Hugenotten wurden durch die Präsenz zahlreicher Gegner alarmiert und schlossen die Lücke in ihren Befestigungsanlagen.
Die Seeblockade zeigte bereits im Frühjahr 1628 Wirkung. In La Rochelle brach eine Hungersnot aus, der täglich mehrere Hundert Menschen zum Opfer fielen. Die Zahl der Überläufer vergrößerte sich, während auf Mitglieder des Stadtrats Anschläge unternommen wurden. An manchen Tagen wurde über die Hälfte einer Kompanie tot aufgefunden, welche die Nachtwache auf einem Wall übernommen hatte. Selbst Gras und Schuhsohlen wurden von den Einwohnern verzehrt. Mit dem Eintreffen eines Entsatzheeres unter Henri de Rohan konnten die Einwohner der Stadt nicht mehr rechnen. Bis zum 12. Oktober trafen mehrere englische Flotten vor der Stadt ein, die ausnahmslos von den Truppen des Königs abgewiesen wurden.

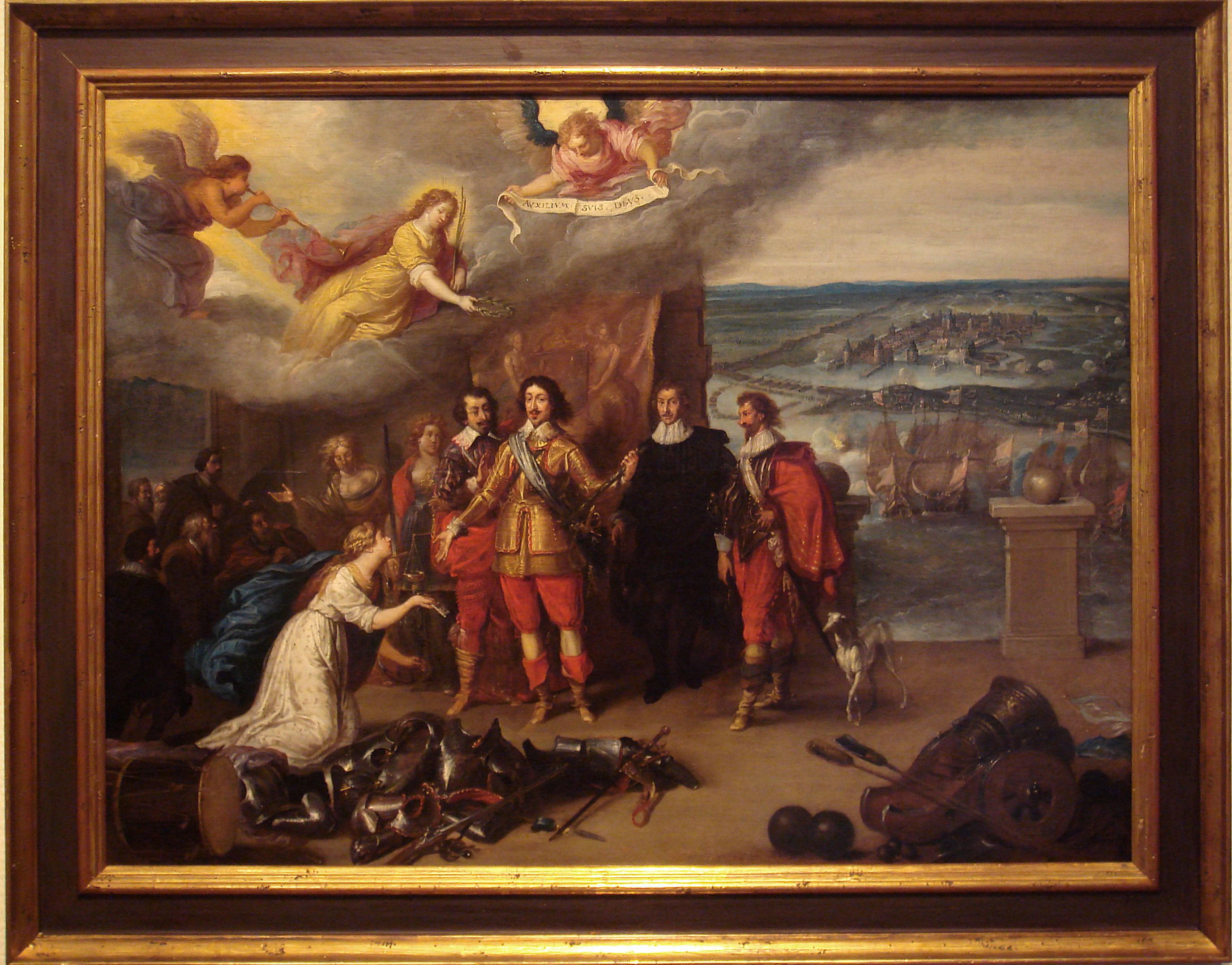
„Die Kapitulation von La Rochelle“, Gemälde aus dem 17. Jahrhundert

Am 27. Oktober eröffnete Bürgermeister Jean Guiton Verhandlungen mit den Belagerern. Die Stadt kapitulierte am nächsten Tag, dem 28. Oktober. Ludwig XIII. und Richelieu marschierten am 30. Oktober mit ihren Truppen in die Stadt ein. Guiton wurde aus Frankreich verbannt, während Benjamin de Rohan die Flucht nach England gelang.

## Resultat
Vor der Belagerung hatte La Rochelle etwa 28.000 Einwohner. 8.000 bis 15.000 Einwohner verhungerten, nur etwa 6.000 überlebten die Belagerung. Ludwig XIII. hatte für die Belagerung die enorme Summe von 40 Millionen Livre aufgewendet. Die Befestigungsanlagen von La Rochelle wurden nach der Einnahme der Stadt geschleift. Das Archiv der Stadt wurde zum Chambre des comptes in Paris verbracht, wo es 1735 verbrannte.
Die Hugenotten fielen als militärischer Machtfaktor weg, doch wurden ihre bisherigen religiösen Freiheiten 1629 im Gnadenedikt von Alès bestätigt. Dadurch wurde die innenpolitische Situation stabilisiert, so dass sich die französische Krone auf eine vor allem gegen Habsburg gerichtete Machtpolitik konzentrieren konnte. Unter Ludwig XIV. wurden 1685 mit dem Edikt von Fontainebleau die religiösen Freiheiten der Hugenotten beseitigt.

## Rezeption

### Film
- ZDF, 2021, 44 Min:  Die Belagerung von La Rochelle – Kardinal Richelieu gegen die Hugenotten. Dokumentation (Regie Stéphane Jacques, dt. Synchronisation, in der Reihe zdfinfo-doku)

### Malerei

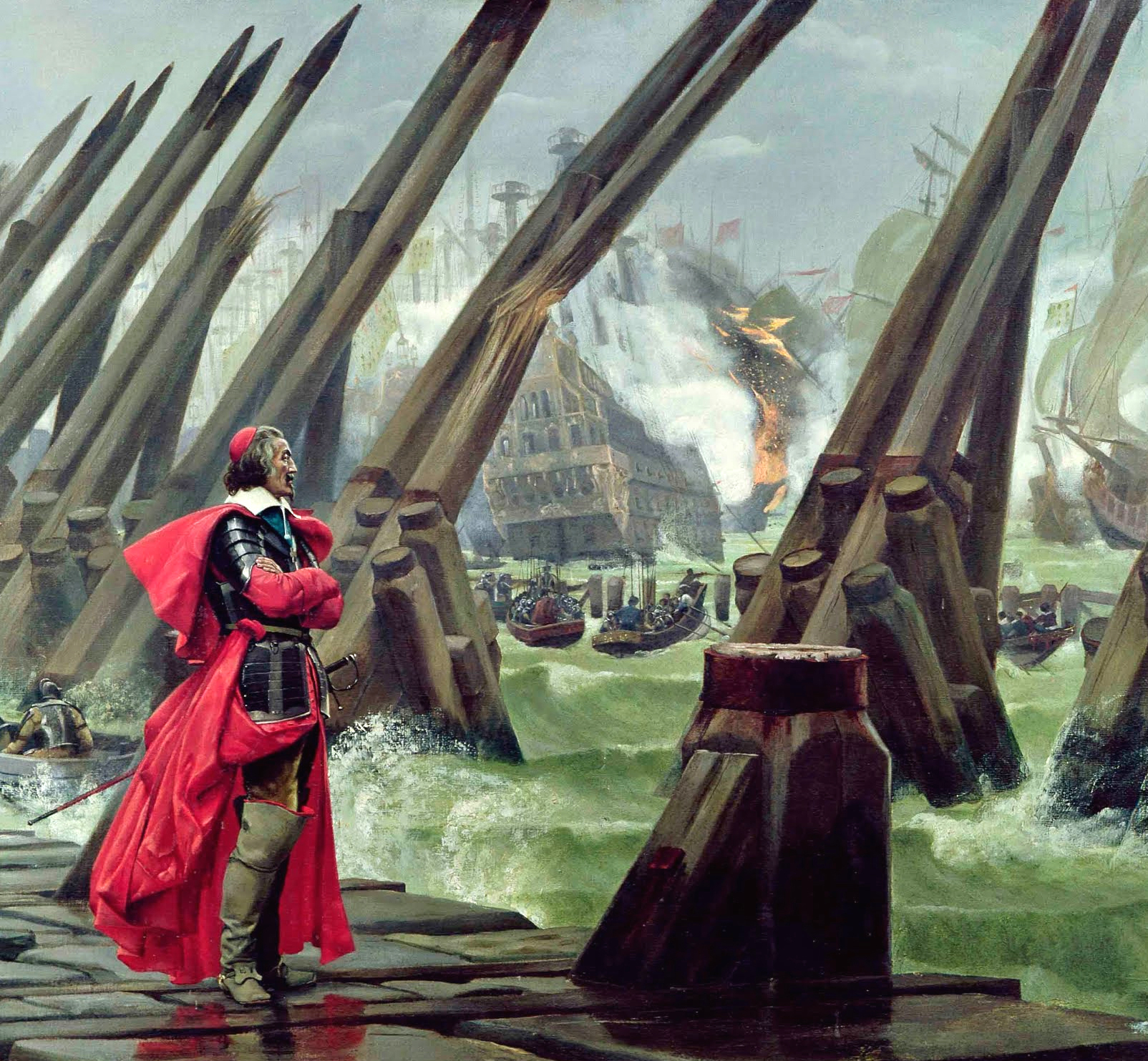
Detail aus dem Historiengemälde Die Belagerung von La Rochelle von Henri-Paul Motte

1881 dramatisierte der Historienmaler Henri-Paul Motte die Belagerung optisch mit dem Ölgemälde Le cardinal de Richelieu au siège de La Rochelle, indem er Kardinal Richelieu auf dem die Belagerung entscheidenden Damm über die Bucht („sur la digue“) vor dem Hafen darstellt. Das Bild befindet sich heute im Musée d’Orbigny Bernon in La Rochelle.